# Eburodacrys lanei
Eburodacrys lanei là một loài bọ cánh cứng trong họ Cerambycidae.